# Cymosafia pumilia
Cymosafia pumilia är en fjärilsart som beskrevs av Köhler 1979. Cymosafia pumilia ingår i släktet Cymosafia och familjen nattflyn. Inga underarter finns listade i Catalogue of Life.